# Blake Ricciuto
Blake Ricciuto, vollständiger Name Blake Ashley Ricciuto Harriot, (* 2. September 1992 in Sydney) ist ein australischer Fußballspieler.

## Karriere
Mittelfeldakteur Ricciuto, dessen Vater als Nachfahre italienischer Immigranten in Uruguay geboren wurde, spielte in der Jugend für Sydney Olympic, APIA Leichhardt Tigers und sodann für den St George FC, bei dem er im Alter von 16 Jahren in der Ersten Mannschaft debütierte. Nach zwei Jahren bei dem Klub nahm er als 18-Jähriger an einem Probetraining beim Sydney FC teil, fiel jedoch durch und ging nach Uruguay. Dort trainierte er zunächst drei Monate beim Danubio FC mit, wurde allerdings nicht verpflichtet. Er unterzeichnete aber schließlich nach einigen Monaten des Probetrainings im Februar 2014 beim Club Atlético Peñarol einen Profivertrag. Reservecoach Paulo Montero wirkte bei dieser Verpflichtung als Fürsprecher Ricciutos. Vom uruguayischen Erstligisten, bei dem er den Sprung in die Erste Mannschaft nicht schaffte und für diese kein Pflichtspiel absolvierte, wechselte er im September 2014 auf Leihbasis zum Zweitligisten Canadian Soccer Club. In der Saison 2014/15 wurde er 27-mal (kein Tor) in der Segunda División eingesetzt. Er kehrte schließlich spätestens im August 2015 nach Australien zurück und stand zunächst in Verhandlungen mit dem Sydney FC und Perth Glory. Am 18. Januar 2016 wurde seine Verpflichtung vom von Spielertrainer Paul Reid trainierten australischen Klub Rockdale City Suns bekannt gegeben. Dort lief er bislang (Stand: 9. August 2016) in 19 Begegnungen auf und schoss drei Tore. Anfang 2019 wechselte er zu Brunei DPMM FC. Der Verein spielte in der singapurischen ersten Liga, der Singapur Premier League. 2019 wurde er mit dem Verein Meister. Hier absolvierte er 23 Erstligaspiele und schoss dabei neun Tore. Von Januar 2020 bis Dezember 2020 war er vertrags- und vereinslos. Am 1. Januar 2021 unterschrieb er einen Vertrag beim singapurischen Erstligisten Tanjong Pagar United.

## Erfolge
Brunei DPMM FC
- Singapurischer Meister: 2019